# Brixia coronata
Brixia coronata är en insektsart som beskrevs av Van Stalle 1983. Brixia coronata ingår i släktet Brixia och familjen kilstritar. Inga underarter finns listade i Catalogue of Life.